# Le Fils de Tarzan
Pour l’article homonyme, voir Le Fils de Tarzan (film, 1920).
Le Fils de Tarzan (The son of Tarzan) est un roman d'Edgar Rice Burroughs et le quatrième tome de la série de Tarzan. Il est écrit entre le 21 janvier et le 11 mai 1915, et est publié pour la première fois dans le magazine All-Story Weekly comme un serial en six parties du 4 décembre 1915 au 8 janvier 1916. Il est publié pour la première fois sous forme de livre par l'éditeur A. C. McClurg (en) en mars 1917 et a depuis été réimprimé à de nombreuses reprises par divers éditeurs.

## Résumé
Pour la première et unique fois dans la série, le personnage principal n'est pas Tarzan lui-même mais son fils Jack, plus tard (après son installation dans la jungle africaine), connu sous le nom de Korak (en). Il a été introduit pour la première fois (en tant que bébé) dans le précédent roman Tarzan et ses fauves (1914). Par la suite, Korak est à nouveau présent comme personnage secondaire dans les romans Tarzan dans la préhistoire (1921), Tarzan et le Lion d'or (1922/23) et Tarzan et les Hommes-fourmis (1924).
L’histoire commence 10 ans après la conclusion de Tarzan et ses fauves. Durant la dernière décennie, Alexis Paulvitch, qui a échappé à Tarzan à la fin du dernier roman, a vécu une vie affreuse de maltraitance et de maladie parmi les tribus d’Afrique, au point que ses épreuves l'ont physiquement et intellectuellement très réduit. Maintenant, il est découvert par un navire européen et accepté à son bord. Dans les mois qui suivent, Paulvitch rencontre le singe Akut (avec lequel Tarzan s’est lié d’amitié dans l’histoire précédente) lors d’un arrêt du bateau. En raison de sa fréquentation de Tarzan, Akut a perdu toute peur envers l’homme blanc, et Paulvitch y voit une occasion de se faire de l’argent. Il emmène Akut à Londres et commence à l’exhiber au public.
Traumatisée par son kidnapping dix ans plus tôt, Jane refuse de retourner en Afrique et d’autoriser Jack, qui ne connaît rien du passé de son père, à y aller. Peut-être sent-elle un lien inconscient entre Jack et l’ancienne vie de Tarzan, en raison de son fort intérêt pour la vie sauvage et de sa forme très athlétique. Quand les Claytons entendent parler d’un singe exhibé, John décide d’y amener Jack pour le voir. Tarzan est surpris de découvrir que le singe est son vieil ami Akut parle avec lui, au grand étonnement de Jack admiratif de découvrir que son père maitrise la langue des grands singes. Il lui explique alors ce que fut sa vie parmi eux dans la jungle quand il ne se nommait que Tarzan ignorant tout de ses origines.
Jack sort en cachette pour voir Akut qui lui enseigne son langage. Il finit par échafauder un plan pour ramener Akut dans la jungle. Paulvitch y voit l’occasion de se venger, et accepte d’aider Jack. Ils s’échappent pour un port africain où Paulvitch attaque Jack. Bien que n’ayant que 12 ans, Jack est, comme son père au même âge, un adolescent de la taille d’un homme. Paulvitch tente d'attaqué Jack, mais il est tué par Akut pour le défendre, et l'enfant, terrifié, fuit dans la jungle avec le singe, pensant qu’il devra désormais être un fugitif pour le reste de sa vie.
Comme avant lui son père, Jack apprend à survivre dans la jungle. Bientôt, il abandonne son prénom d'humain pour celui de « Korak » que son ami primate lui a alloué, ce qui signifie « tueur », ce qui (trouve t-il). Il lui sied depuis que le fils de tarzan, armé d'un couteau, a tué un léopard, ainsi qu'un guerrier noir, qui n'aurait pas lui aussi hésiter à attenté à sa vie. Bientôt Korak rencontre les Mangani (en) (avec qui il peut échanger, maitrisant désormais parfaitement leur langue, grâce aux leçons d'Akut).
Au cour de ses aventures qui l'amène jusqu'à un village arabe, Korak rencontre Meriem (en), fille d’environ 11 ans du cheikh maltraitée par son père (elle ignore qu'il n'est pas le sien, puisqu'il l'a enlevée petite). Il la sauve et lui apprendr à survivre dans la jungle et mènent ensemble une vive aventureuse pendant plusieurs années. De fil en aiguille, ils entament une relation fraternelle, bien que des sentiments romantiques émergent plus tard.
Entre-temps, Tarzan et Jane ont recommencé à vivre dans leur propriété de Waziri en Afrique, sans avoir la moindre idée de ce qu’il est advenu de leur fils. Après environ six ans, Tarzan et Jane, qui avaient entretemps reccueilli Meriem (maintenant âgée de 16 ans) et pris soin d'elle comme si elle était leur fille, retrouvent Korak (maintenant âgé de 18 ans) et retournent à Londres. Après que les deux jeunes se soient mariés, ils aprennent que la jeune femme n'est autre que Jeanne Jacot, fille du général français Armand Jacot. Celui-ci est en réalité le prince de Cadrenet, fervent républicain qui refuse d'utiliser ses titres appartenant à sa famille depuis quatre siècles, estimant qu'il n'y a pas de place pour les princes dans une république : sa fille est donc princesse.

## Publications françaises
La première édition française est diffusée en 1938 dans le périodique Hop-là (no 36 à 52). La première édition reliée suit l'année suivante aux éditions Hachette.

### Éditions reliées
- 1939 : Le fils de Tarzan (Hachette)[3]
- 1970 : Le fils de Tarzan (Édition Spéciale)
- 1987 : Le fils de Tarzan (Néo).  (ISBN 978-2-7204-0422-1)
- 1994 : Le fils de Tarzan (Hachette, Bibliothèque Verte).  (ISBN 978-2-0102-0713-6)
- 2012 : La Légende de Tarzan (Omnibus). Intégrale regroupant plusieurs tomes dont Le fils de Tarzan.  (ISBN 978-2-2580-9180-1)
- 2019 : Le fils de Tarzan (PRNG)  (ISBN 978-2-36634-145-4)

## Adaptations

### Bande dessinée
Le livre a été adapté sous forme de bande dessinée par Gold Key Comics dans Tarzan n°158, daté de mars 1967, avec un scénario de Gaylord DuBois et les dessins de Russ Manning. DC Comics a aussi commencé une adaptation dans son comics Korak, mais adapta seulement la première partie de l’histoire, l’utilisant comme tremplin pour des récits originaux présentant une quête de Korak.
La série Korak, Son of Tarzan, centrée sur d’autres aventures du protagoniste, fut éditée de 1963 à 1975 par deux éditeurs : les numéros 1 à 45 (date de couverture janvier 1964 à janvier 1972) par Gold Key et les numéros 46 à 59 (date de couverture mai/juin 1972 à septembre/octobre 1975) par DC. Le titre de la série fut changé en The Tarzan Family, et sa publication continua sous ce titre, toujours chez DC Comics, de 1975 à 1976 (numéros 60-66).

### Cinéma
- Le roman a été la base d'un serial muet en quinze chapitres, Le Fils de Tarzan, de Harry J. Revier et Arthur Flaven. La première partie est sortie durant l'été 1920 et la fin en 1921.